# ОШ „Доситеј Обрадовић” Клупци
ОШ „Доситеј Обрадовић” основна школа у Клупцима. Школа се налази у Ратарској бб. Удаљена је око 3 километра од центра Лознице. У саставу школе је подружно оделење у Руњанима.

## Опште информација[1]
Данас је ово велика, модерна школа, у којој се одвија кабинетска настава. Сви кабинети и учионице су опремљени компјутерима и пројекторима . Интернет је доступан у свим просторијама.  Поред тога, школа поседује дигиталну учионицу, у којој се одвија настава информатике у старијим и Дигиталног света у млађим разредима. Ове године је школа од Министарства просвете добила 31 рачунар.

## Историјат[1]
Школа је почела са радом давне 1948. године у кући Саве Јеринића, као издвојено одељење Основне школе „Јован Цвијић“.  Имала је 42 ученика 1. и  2. разреда.
У септембру 1963. године школа почињеда ради у, тада новој школској згради, изграђеној на локацији „Луг“.  14. децембра 1964. године је постала самостална, а припојено јој је и издвојено одељење у Руњанима. Због тога 14. децембар обележавају као Дан школе.
Године 1973. изграђена је нова школска зграда. Те године школа добија име „Влада Зечевић“ све до 1994. године, када мења назив у Основна школа „Доситеј Обрадовић“.
Од 2015. године школа  има статус еко – школе.

## Издвојено одељење у Руњанима[2]
Школа  у Руњанима је 2 километра удаљена од матичне школе. Почела је  са радом 1. септембра 1956. године,у просторијама Задружног дома, као издвојено одељење ОШ „Вук Караџић“ Липница. Тако је радила до 1968. године, када је припојена основној школи у Клупцима, у чијем саставу је и сада.
То је четвороразредна школа са 2 комбинована одељења. Школу похађа укупно 27 ученика. Поред  основног, у школи се обавља и предшколско образовање. Школа поседује 2 учионице за редовну наставу и једну за предшколце, тако да се настава одвија само у првој смени.